# Crime contre l'humanité (film)
Pour les articles homonymes, voir Crime contre l’humanité.
Pour plus de détails, voir Fiche technique et Distribution.
Crime contre l'humanité (The Statement) est un film canado-franco-britanno-américain de Norman Jewison, sorti en 2003, adapté du roman La Déclaration (en) (The Statement, 1996), de Brian Moore, inspiré de l'affaire Paul Touvier.

## Synopsis
Pierre Brossard, milicien sous le régime de Vichy, est en fuite depuis sa condamnation par contumace. Il vit paisiblement dans le plus grand anonymat lorsque le juge Livi décide de le retrouver pour le faire juger pour crimes contre l'humanité.

## Fiche technique
Sauf indication contraire, les informations mentionnées dans cette section peuvent être confirmées par la base de données cinématographiques IMDb,  présente dans la section « Liens externes ».
- Titre original : The Statement
- Titre français : Crime contre l'humanité
- Réalisation : Norman Jewison
- Scénario : Ronald Harwood d'après le roman de Brian Moore, La Déclaration (en) (1996)
- Décors : Jean Rabasse
- Costumes : Carine Sarfati
- Photographie : Kevin Jewison
- Montage : Andrew S. Eisen et Stephen E. Rivkin
- Musique : Normand Corbeil
- Pays d'origine[2] :  Canada,  France,  Royaume-Uni,  États-Unis
- Langue originale : anglais, allemand, italien, français
- Format : noir et blanc / couleur - 35 mm – 1,85:1 - son Dolby Digital, SDDS
- Durée : 120 minutes
- Dates de sortie :

États-Unis : 12 décembre 2003 (sortie limitée)
Royaume-Uni : 27 février 2004
France : 25 août 2004

## Distribution
Sauf indication contraire, les informations mentionnées dans cette section peuvent être confirmées par la base de données cinématographiques IMDb,  présente dans la section « Liens externes ».
- Michael Caine (VF : Bernard Dhéran) : Pierre Brossard
- Tilda Swinton (VF : Isabelle Gardien) : Annemarie Livi
- Jeremy Northam (VF : Pierre Tessier) : le colonel Roux
- Alan Bates (VF : François Marthouret) : Armand Bertier
- Charlotte Rampling (VF : elle-même) : Nicole
- Ciarán Hinds (VF : Jean-Yves Chatelais) : Pochon
- John Neville (VF : Michel Le Royer) : le vieil homme
- Frank Finlay (VF : Marc Cassot) : le commissaire Vionnet
- William Hutt : Le Moyne
- Matt Craven (VF : Patrick Mancini) : David Joseph Manenbaum
- Noam Jenkins (VF : Boris Rehlinger) : Michael Levy
- Peter Wight (VF : Claude Brosset) : inspecteur Cholet
- Malcolm Sinclair (en) (VF : François Dunoyer) : le cardinal de Lyon
- Colin Salmon (VF : Ériq Ebouaney) : le père Patrice
- David de Keyser : Dom André
- Christian Erickson (en) : le père Joseph
- Dominic Gould : le capitaine Durand
- Peter Hudson (VF : Pierre-François Pistorio) : le professeur Valentin
- Joseph Malerba (VF : lui-même)  : Max
- John Boswall (VF : Jacques Dynam) : le père Leo
- George Wills (VF : Arnaud Arbessier) : Pierre Brossard, jeune
- Jérémie Covillault (VF : lui-même) : l'officier de l'interrogatoire

 Source et légende : version française (VF) sur RS Doublage , Voxofilm et selon le carton du doublage français sur le DVD zone 2.